# Sofá

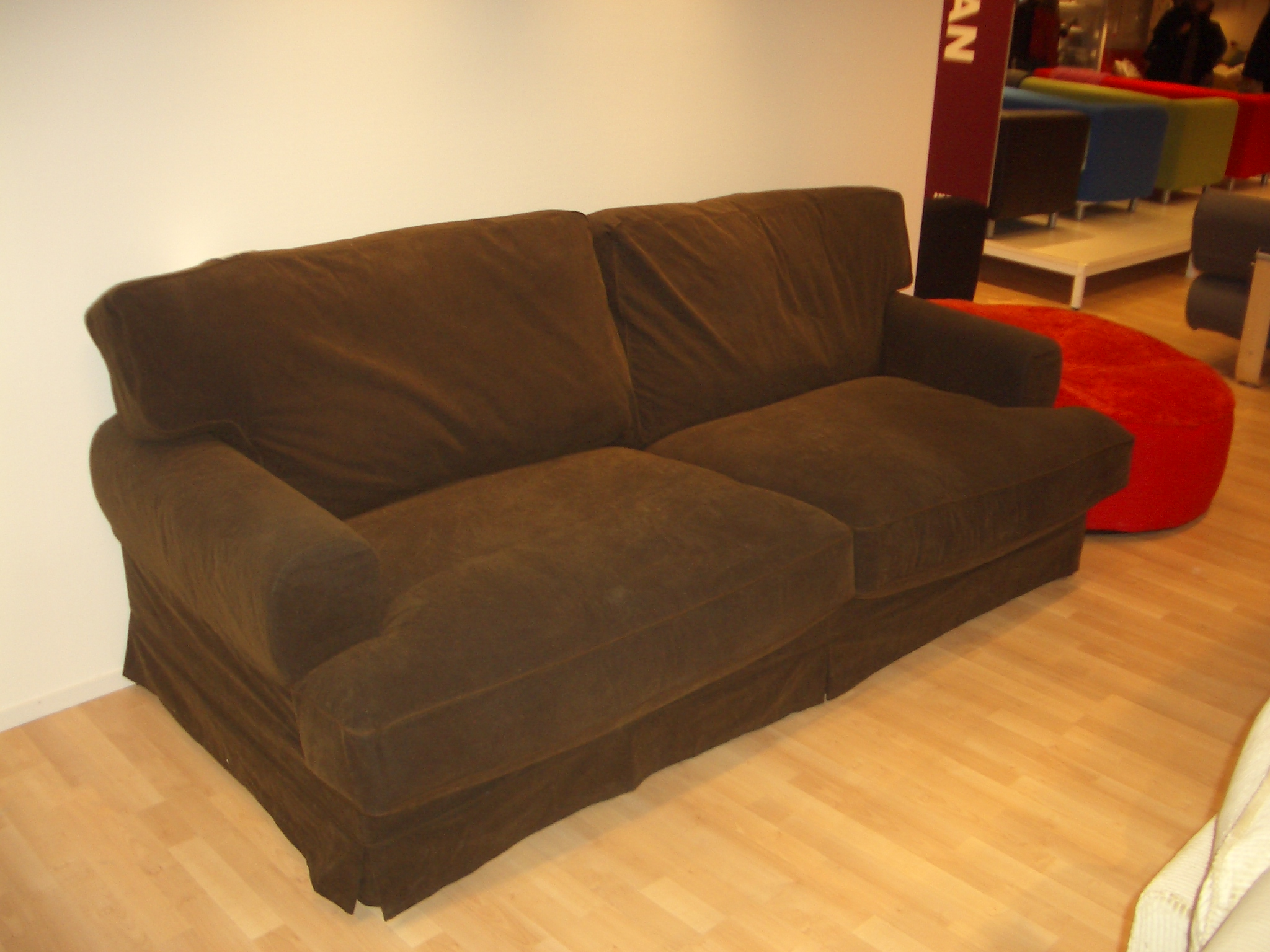
Sofá revestido com tecido aveludado na cor marrom.

Sofá é uma peça de mobília onde as pessoas se sentam e/ou deitam. O divã é uma espécie de sofá muito usado na sessões de psicanálise freudianas.

## História
O sofá foi originalmente um trono dos governantes árabes e tem existido desde a antiguidade, entre os nobres do Oriente Médio. Na sociedade romana o sofá se encontrava com o comedor, conhecido como triclínio. Três sofás eram colocados ao redor de uma mesa baixa, e os homens descansavam enquanto comiam (enquanto as mulheres se sentavam em cadeiras convencionais).
O sofá era originalmente um móvel elitista e só na época da industrialização que o sofá converteu-se em um artigo imprescindível dos cidadãos nas casas de classe média e baixa.

## Tempos atuais
O sofá liga-se hoje invariavelmente a vida familiar doméstica e à cultura da televisão. Existem diversos designers de móveis, tais como Francesco Binfarè, que se especializaram em sofás.